# Sandra Flunger
Sandra Flunger (* 31. März 1982) ist eine österreichische Biathlontrainerin und ehemalige Biathletin. Nach ihrer aktiven Karriere arbeitete sie zunächst länger mit den österreichischen Sportlern zusammen; von 2018 bis 2024 war sie Cheftrainerin des Schweizer Frauenteams. Seit 2024 ist sie Cheftrainerin der geschlechterübergreifenden Weltcupmannschaft der Schweiz.

## Werdegang

### Aktive Zeit
Als Nichte des mehrmaligen Olympiateilnehmers und WM-Medaillengewinners Alfred Eder kam Flunger früh mit dem Biathlonsport in Kontakt. Sie besuchte die nordische Skihauptschule und die Höhere Internatsschule in Saalfelden und gehörte während ihrer Schulzeit dem Biathlon-Landeskader an. In mehreren Rennen des Europacups der Juniorinnen platzierte sie sich unter den besten Zehn und startete 2002 sowie 2003 bei den Juniorenweltmeisterschaften. Bei ihrer zweiten Teilnahme erreichte sie als 28. des 12,5-Kilometer-Einzelrennens ihr bestes Resultat. 
Ihre größten Erfolge erreichte Flunger national. Bei den Österreichischen Meisterschaften 2002 gewann sie mit Selina Spitz und Andrea Grossegger als erste Vertretung des Bundeslandes Salzburg den Titel im Staffelrennen. Im Einzel wurde sie zudem Vizemeisterin hinter Nicole Pfluger. 2003 wiederholte sie den Titelgewinn im Staffelrennen an der Seite von Selina Spitz und Daniela Biechl, im Sprint wurde sie Zweite hinter Anna Sprung. 2004 gewann sie mit Spitz und Sarah Stanonik nochmals Bronze im Staffelrennen.
Mit 21 Jahren beendete Flunger ihre aktive Karriere und begründete dies später damit, es sei absehbar gewesen, „dass das nichts wird“. Nach ihrem Rücktritt studierte sie in Salzburg Sport und Deutsch auf Lehramt.

### Trainerin
Flunger lehrte bereits während ihres Studiums als Trainerin an der Nordischen Skimittelschule Saalfelden und übernahm nach einigen Jahren die Position als Cheftrainerin am Skigymnasium. In dieser Funktion betreute sie bereits einen Großteil der späteren österreichischen Nationalmannschaft, darunter Lisa Hauser, die 2011 – auch auf Anraten Flungers – vom Speziallanglauf zum Biathlon wechselte und in den folgenden Jahren sechs Medaillen bei Jugend- und Juniorenweltmeisterschaften gewann. 2013 stellte der Österreichische Skiverband (ÖSV) Flunger als Trainerin für das Frauen-Nationalteam ein. Im folgenden Jahr waren Hauser und Katharina Innerhofer die ersten österreichischen Biathletinnen, die an Olympischen Spielen teilnahmen, Innerhofer gewann als erste Biathletin des Landes ein Weltcuprennen, und Julia Schwaiger wurde Juniorenweltmeisterin im Einzel. Insgesamt verbesserte sich das österreichische Frauenteam in der Nationenwertung vom 21. Platz in der Saison 2012/13 auf den 10. Rang im Winter 2014/15 (beziehungsweise auf Platz 15 in der Folgesaison).
Im Frühjahr 2016 verpflichtete der ÖSV den Norweger Vegard Bitnes als neuen Trainer für das Frauen-Biathlonteam. Bitnes sollte mit Flunger zusammenarbeiten und – mit Blick auf die Heim-Weltmeisterschaften 2017 in Hochfilzen – insbesondere die läuferische Entwicklung der Sportlerinnen voranbringen. Flunger trennte sich kurz darauf vom Verband und gab als Grund an, sie und Bitnes (der auf geringere Intensität setzte) verfolgten unterschiedliche Trainingsphilosophien. Sie könne nicht „glaubwürdig etwas […] erzählen, hinter dem [sie] nicht stehen“ würde. Zusammen mit Alfred Eder baute Flunger die vom ÖSV unabhängige Trainingsgruppe „Biathlonschmiede“ auf, der sich insgesamt fünf Sportler anschlossen, darunter Lisa Hauser, Julia Schwaiger sowie Flungers Cousin und Alfred Eders Sohn Simon Eder. Hauser erreichte zu Saisonbeginn mehrere Top-Ten-Ergebnisse im Weltcup (die sie bei den Weltmeisterschaften in Hochfilzen nicht bestätigen konnte), Simon Eder gewann eine WM-Bronzemedaille im Massenstart sowie eine weitere mit der Staffel. Eder und Hauser feierten zudem gemeinsam in der Single-Mixed-Staffel zwei Weltcupsiege im März und November 2017. Während der zwei Jahre, in denen die Biathlonschmiede als unabhängige Trainingsgruppe existierte, kam es zu mehreren Unstimmigkeiten mit dem ÖSV, Flunger selbst sprach im Nachhinein von „verhärteten Fronten“.
2018 löste Flunger Armin Auchentaller in der Leitung des Biathlon-Frauenteams im Schweizer Skiverband Swiss-Ski ab. Die Mannschaft um die drei Schwestern Selina, Elisa und Aita Gasparin sowie Lena Häcki-Groß erreichte im Dezember 2019 erstmals als Staffel das Podest eines Weltcups und konnte diesen Erfolg im Winter 2019/20 zweimal wiederholen. Die Neue Zürcher Zeitung sprach Flunger im Januar 2020 zu, ihr sei es „gelungen, aus Individualistinnen mit ganz unterschiedlichen Stärken und Bedürfnissen ein schlagkräftiges Team zu bilden“; Selina Gasparin lobte insbesondere den Fortschritt, den das Team dank Flunger am Schießstand gemacht habe.
Im Frühjahr 2024 wurde Sandra Flunger von Swiss-Ski im Zuge von „Strukturanpassungen“ zur Cheftrainerin einer gemeinsamen Weltcupmannschaft von Männern und Frauen ernannt. Sie teilt sich den Posten mit dem für das Laufen zuständige Kein Einaste, zum Team gehört zudem der Schießtrainer Andreas Kuppelwieser.